# Willy Merck
Willy Merck (Darmstadt, 27 de junho de 1860 – Darmstadt, 15 de dezembro de 1932) foi um químico e industrial alemão.
Depois da morte de seu irmão Emanuel August Merck assumiu, como o último de sua geração, a então Merck KGaA.

## Condecorações
- Recebeu, em 1905, um doutorado honoris causa da Universidade de Halle-Wittenberg.